# Juliette Huxley
Pour les articles homonymes, voir Huxley.
Juliette Huxley née Marie, Juliette Baillot le 6 décembre 1896 à Auvernier en Suisse et morte le 28 septembre 1994, est une autrice et une sculptrice franco-suisse.
Elle fut mariée avec Julian Huxley avec qui elle eut deux enfants : Anthony Huxley (en) et Francis Huxley (en).

## Biographie
Elle naquit d'Alphonse Baillot (un avocat) et de Mélanie Antonia Ortlieb.
Elle apprend la sculpture auprès de Alan Best (en) puis avec John Skeaping à la Central School of Art and Design (en).
Elle devient "Lady Huxley" en 1958 lorsque son mari accède au titre de "Sir".